# لوردانا نوشاک
لوردانا نوشاک (ایتالیایی: Loredana Nusciak; ۳ مهٔ ۱۹۴۲ – ۱۲ ژوئیهٔ ۲۰۰۶) هنرپیشه، مدل اهل ایتالیا بود.
از فیلم‌ها یا برنامه‌های تلویزیونی که وی در آن نقش داشته‌است می‌توان به جانگو، ده‌هزار دلار برای یک قتل‌عام و تونی آرزنتا اشاره کرد.